# NGC 1151
NGC 1151 è una vasta galassia ellittica compatta situata nella costellazione dell'Eridano, a una distanza di circa 429 milioni di anni luce dalla nostra Via Lattea.

## Scoperta
La galassia è stata scoperta il 31 dicembre 1885 dall'astronomo statunitense Francis Leavenworth.